# Alfa Romeo 147
Alfa Romeo 147 – samochód osobowy klasy kompaktowej produkowany pod włoską marką Alfa Romeo w latach 2000 – 2010.

## Historia modelu

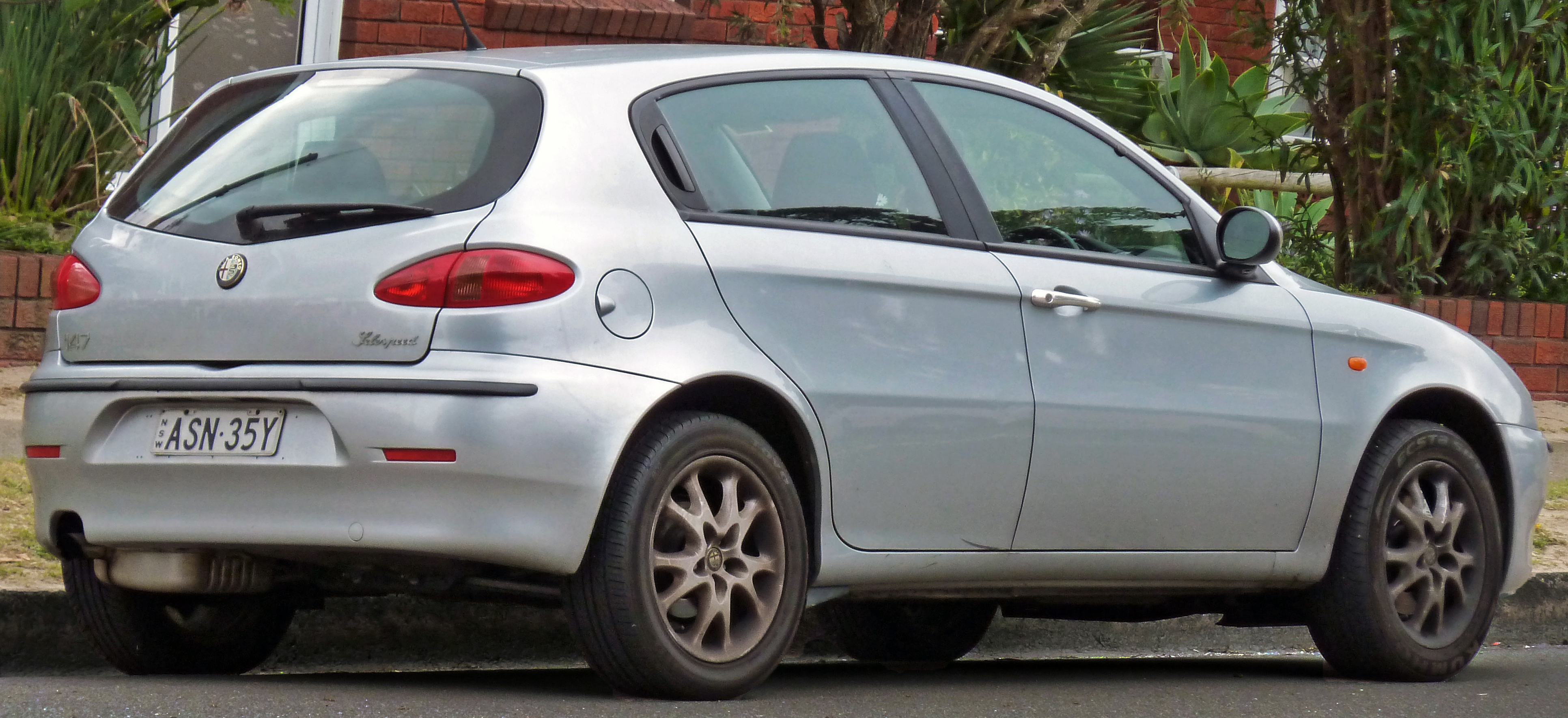
Alfa Romeo 147 – tył

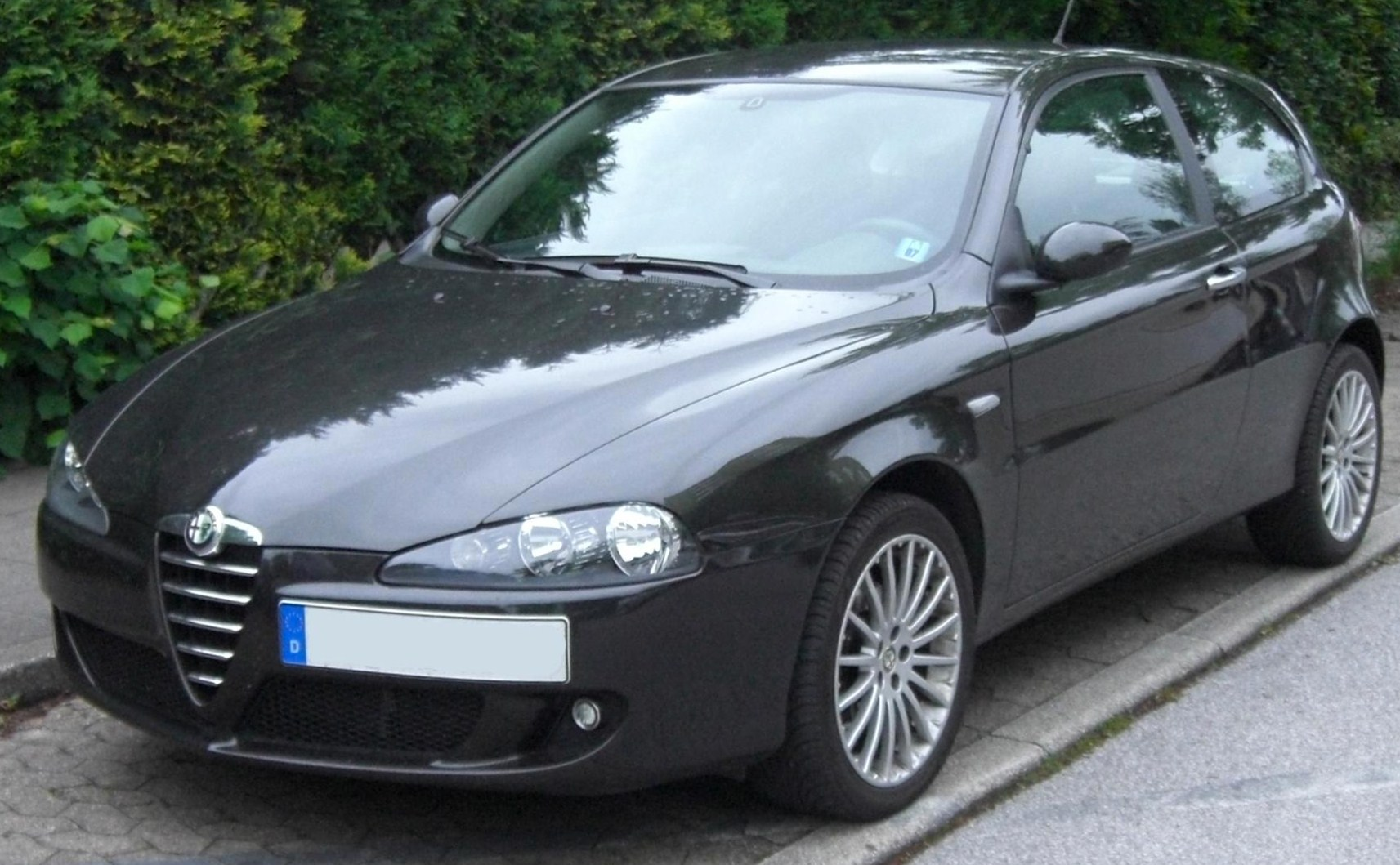
Alfa Romeo 147 po liftingu

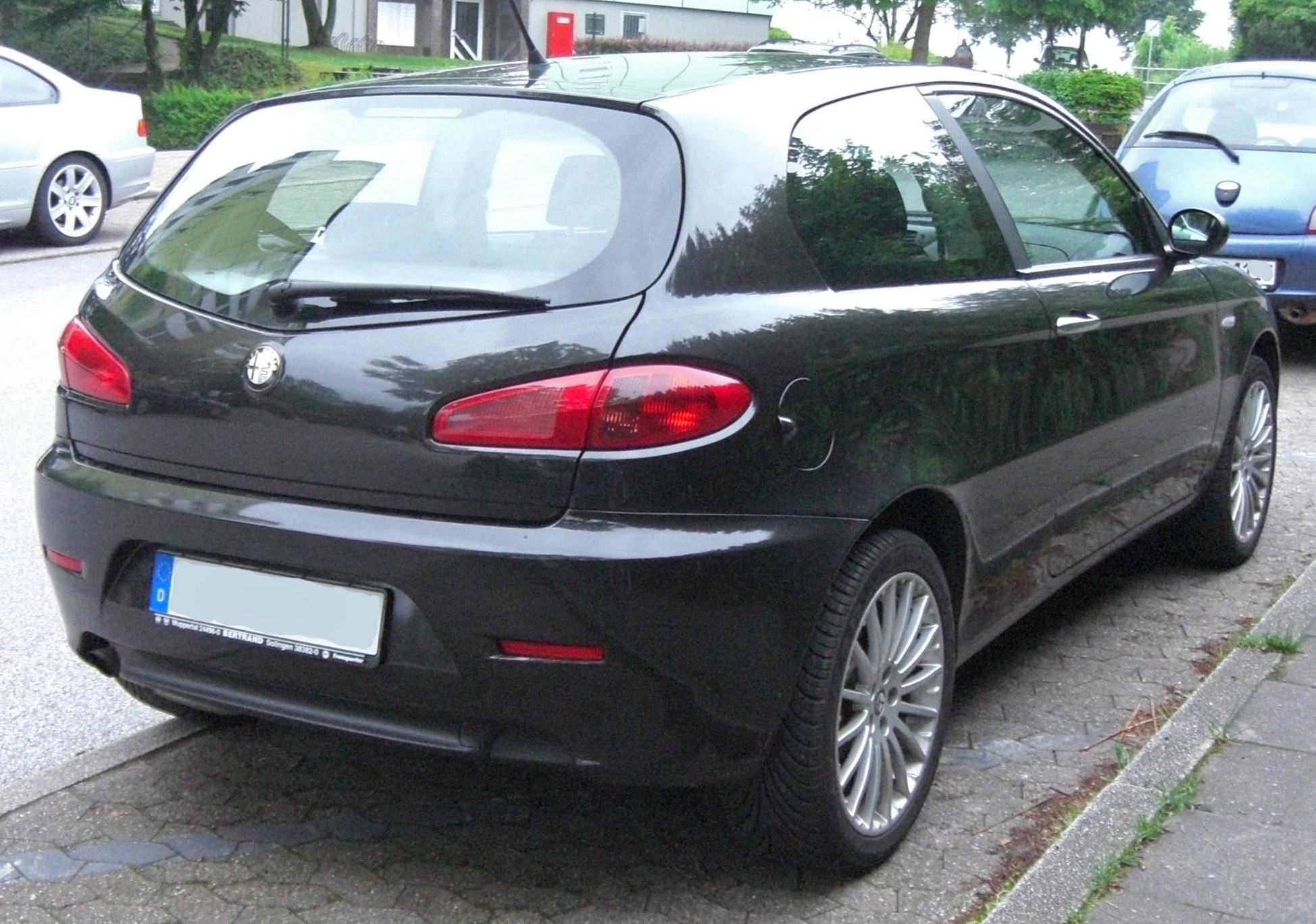
Alfa Romeo 147 po liftingu

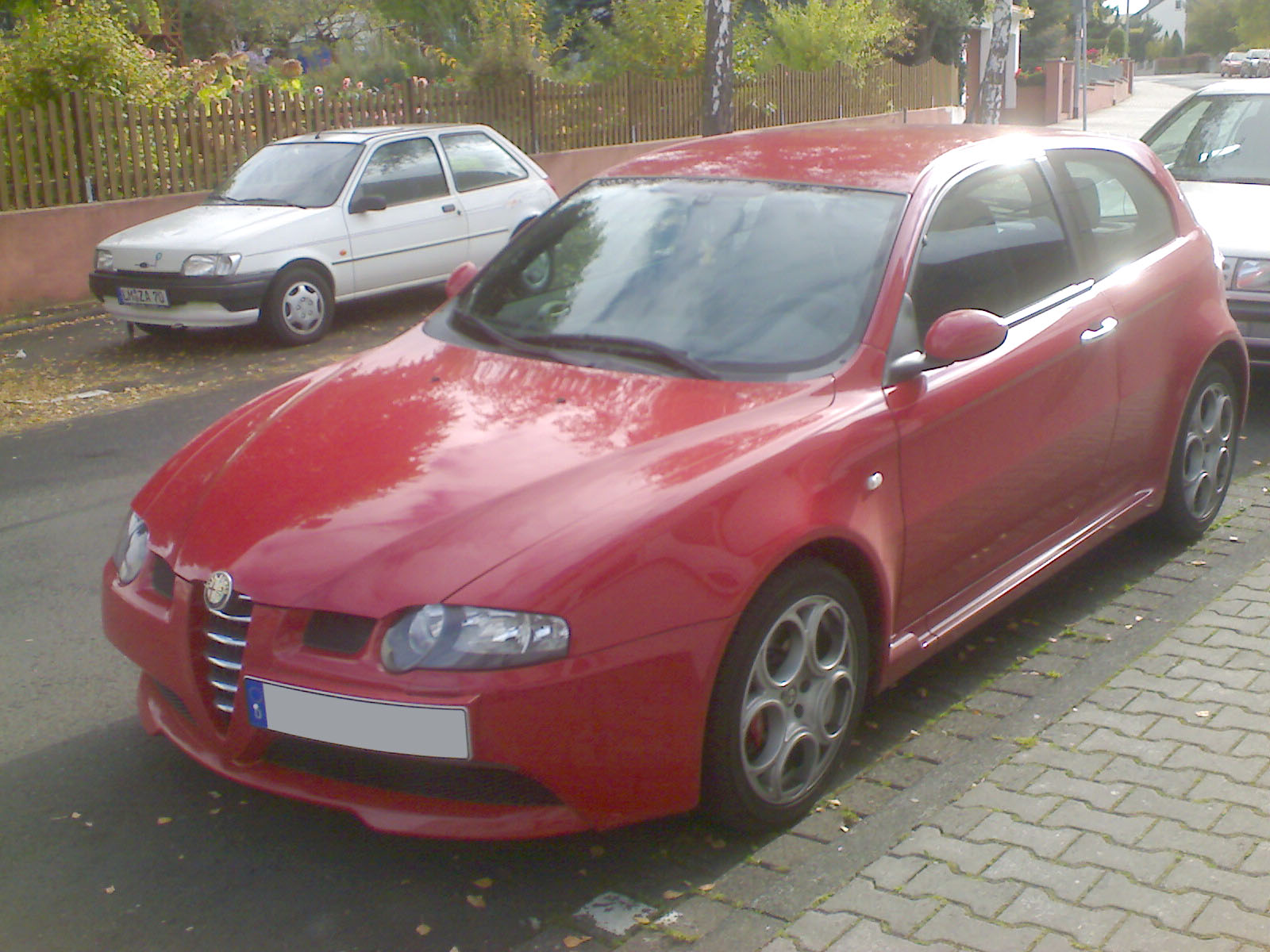
Alfa Romeo 147 GTA

Auto pierwszy raz zaprezentowano na salonie w Genewie w 2000 roku. W grudniu auto pojawiło się na polskim rynku. W tym czasie Alfa zdobyła tytuł Samochód Roku 2001 w Europie. W tym samym roku weszła do sprzedaży wersja z dodatkową parą drzwi. 2003 rok to premiera sportowej wersji GTA z ponad 3-litrowym 250-konnym silnikiem V6 autorstwa Giuseppe Busso. Po 4 latach od pojawienia się samochodu na rynku w 2004 przeprowadzono facelifting. Na zewnątrz zmieniły się głównie lampy przednie i tylne, błotniki, przednia maska i zderzaki oraz poprawiono zawieszenie i układ jezdny. Produkcja modelu 147 zakończona została w 2010 roku.
Auto oparte jest na skróconej płycie podłogowej Alfy Romeo 156 i dzieli z nią wiele podzespołów.

### Dane techniczne
- silniki benzynowe

| Silnik        | Pojemność skokowa [cm³] | Moc maksymalna [KM] przy obr./min | Maks. moment obrotowy [Nm] przy obr./min | Układ i liczba cylindrów | liczba zaworów |
| ------------- | ----------------------- | --------------------------------- | ---------------------------------------- | ------------------------ | -------------- |
| 1.6 TwinSpark | 1598                    | 105/5600                          | 140/4200                                 | R4                       | 16             |
| 1.6 TwinSpark | 1598                    | 120/6200                          | 146/4200                                 | R4                       | 16             |
| 2.0 TwinSpark | 1970                    | 150/6300                          | 181/3800                                 | R4                       | 16             |
| 3.2 GTA       | 3179                    | 250/6200                          | 300/4800                                 | V6                       | 24             |

- silniki Diesla

| Silnik      | Pojemność skokowa [cm³] | Moc maksymalna [KM] przy obr./min | Maks. moment obrotowy [Nm] przy obr./min | Układ i liczba cylindrów | liczba zaworów |
| ----------- | ----------------------- | --------------------------------- | ---------------------------------------- | ------------------------ | -------------- |
| 1.9 JTD 100 | 1910                    | 100/4000                          | 200/2000                                 | R4                       | 8              |
| 1.9 JTD 115 | 1910                    | 115/4000                          | 275/2000                                 | R4                       | 8              |
| 1.9 JTD 120 | 1910                    | 120/4000                          | 280/2000                                 | R4                       | 8              |
| 1.9 JTD 140 | 1910                    | 140/4000                          | 305/2000                                 | R4                       | 16             |
| 1.9 JTD 150 | 1910                    | 150/4000                          | 305/2000                                 | R4                       | 16             |
| 1.9 JTD 170 | 1910                    | 170/4000                          | 330/2000                                 | R4                       | 16             |

- osiągi

| Silnik           | Przyspieszenie 0-100 km/h [s] | Prędkość maks. [km/h] | Średnie zużycie paliwa [l/100km] | Emisja CO2 [g/km] |
| ---------------- | ----------------------------- | --------------------- | -------------------------------- | ----------------- |
| 1.6 16V TS       | 11,0                          | 185                   | 8,1                              | 196               |
| 1.6 16V TS       | 9,9                           | 205                   | 8,2                              | 194               |
| 2.0 16V TS       | 8,5                           | 218                   | 8,9                              | 211               |
| 3.2 GTA          | 6,3                           | 265                   | 12,1                             | b.d.              |
| 1.9 JTD 100      | 12,1                          | 183                   | 5,7                              | b.d.              |
| 1.9 JTD 115      | 9,9                           | 191                   | 5,8                              | b.d.              |
| 1.9 JTDm 120     | 9,6                           | 193                   | 5,8                              | 155               |
| 1.9 JTDm 16V 140 | 9,1                           | 206                   | 5,9                              | b.d.              |
| 1.9 JTDm 16V 150 | 8,8                           | 208                   | 5,9                              | 157               |
| 1.9 JTDm 16V 170 | 8,0                           | 215                   | b.d                              | b.d               |